# Jaderná elektrárna Sequoyah
Jaderná elektrárna Sequoyah (anglicky Sequoyah Nuclear Plant) je provozní jadernou elektrárnou ve Spojených státech. Leží poblíž Soddy-Daisy v Hamilton County ve státě Tennessee. Elektrárnu vlastní a provozuje společnost Tennessee Valley Authority. Reaktory elektrárně dodala a vybudovala americká společnost Westinghouse. Areál elektrárny se rozkládá na pozemku 212 hektarů. Elektrárna je technicky shodná se sesterskou jadernou elektrárnou Watts Bar. Jde o druhou největší elektrárnu v Tennessee.

## Historie a technické informace

### Reaktory
Jaderná elektrárna Sequoyah provozuje celkem dva jaderné reaktory o celkovém hrubém výkonu 2421 MW. Budovány byly společně s identickými reaktory elektrárny Watts Bar. Na rozdíl od ní však byla elektrárna Sequoyah dokončena relativně brzy, protože Watts Bar byla spuštěna až v roce 1996 kvůli finančním potížím. Tato jaderná elektrárna dostala licenci jako první po havárii Three Mile Island.
Elektrárna byla 22. srpna 1985 z bezpečnostních důvodů uzavřena. Bylo totiý zjištěno, že TVA postrádá dokumentaci dokazující, že jsou všechny bezpečnostní systémy v případě havárie funkční. Vzhledem k tomu, že další jaderná elektrárna, Browns Ferry byla v březnu 1985 také odstavena z bezpečnostních důvodů, TVA přišla dočasně o veškerou jadernou energii. Dne 22. března 1988 byla TVA pověřena NRC restartovat oba bloky elektrárny Sequoyah a ještě toho roku byly opět uvedeny v plný výkon.

#### Blok 1
Výstavba prvního bloku byla zahájena dne 27. května 1970. Jedná se o čtyřsmyčkový tlakovodní jaderný reaktor M412 od Westinghouse o hrubém výkonu 1221 MW a čistém výkonu po odečtení vlastních potřeb systémů bloku 1200 MW. Přifázování k rozvodné síti poprvé proběhlo dne 22. července 1980, provozní licence od NRC byla udělena 17. září 1980 a zahájení komerčního provozu následovalo 1. července 1981.
Blok má od NRC udělenou provozní licenci do 17. září 2040.

#### Blok 2
Druhý blok začal být budován současně s prvním blokem, dne 27. května 1970. Jde o technicky shodné dvojče s prvním blokem o hrubém výkonu 1200 MW a čistém výkonu 1139 MW. Přifázování k rozvodné síti bylo poprvé uskutečněno 23. prosince 1981. Do komerčního provozu přešel 1. června 1982
Blok má od NRC udělenou provozní licenci do 15. září 2041.

### Okolní obyvatelstvo
NRC definuje dvě zóny havarijního plánování kolem jaderných elektráren. První o poloměru 16 kilometrů, která se týká především vystavení radioaktivní kontaminace vzduchu a poté druhou o poloměru 80 kilometrů, jež se zabývá kontaminací potravin a vody.
Podle studie NRC zveřejněné v srpnu 2010 byl odhad každoročního rizika zemětřesení dostatečně silného na to, aby způsobilo poškození aktivní zóny reaktoru, 1 ku 19 608.

## Informace o reaktorech
| Reaktor    | Typ reaktoru      | Výkon   | Výkon   | Zahájení výstavby | Připojení k síti | Uvedení do provozu | Uzavření |
| Reaktor    | Typ reaktoru      | Čistý   | Hrubý   | Zahájení výstavby | Připojení k síti | Uvedení do provozu | Uzavření |
| ---------- | ----------------- | ------- | ------- | ----------------- | ---------------- | ------------------ | -------- |
| Sequoyah-1 | Westinghouse M412 | 1152 MW | 1221 MW | 27. 5. 1970       | 22. 7. 1980      | 1. 7. 1981         |          |
| Sequoyah-2 | Westinghouse M412 | 1139 MW | 1200 MW | 27. 5. 1970       | 23. 12. 1981     | 1. 6. 1982         |          |